# Кантерано
Кантерано (итал. Canterano) — коммуна в Италии, располагается в области Лацио, в провинции Рим.
Население составляет 350 человек (2008 г.), плотность населения составляет 48 чел./км². Занимает площадь 7 км². Почтовый индекс — 20. Телефонный код — 0774.
Покровителями коммуны почитаются Пресвятая Богородица и святой Мавр, празднование 15 января.

## Демография
Динамика населения:

## Администрация коммуны
- Официальный сайт: